# Dunkle Elefantenspitzmaus
Die Dunkle Elefantenspitzmaus (Elephantulus fuscus) ist eine Art der Elefantenspitzmäuse aus der Ordnung der Rüsselspringer (Macroscelidea). Sie kommt im östlichen Afrika vor, das Verbreitungsgebiet beschränkt sich aber auf eine kleine Region im Einzugsbereich des Sambesi. Der Lebensraum besteht dadurch hauptsächlich aus offenen Waldsavannen. In ihrem äußeren Erscheinungsbild gleicht die Dunkle Elefantenspitzmaus den anderen Vertretern der Gattung, wie diese wird sie durch eine rüsselsartig verlängerte Nase sowie lange Hinter- und kurze Vorderbeine charakterisiert. Die Lebensweise der Dunklen Elefantenspitzmaus ist kaum erforscht. Ihre Erstbeschreibung erfolgte bereits 1852, allerdings galt sie bis in die 1970er Jahre als identisch mit der Kurznasen-Elefantenspitzmaus. Über den Bestand und dessen eventuelle Bedrohung sind keine Informationen bekannt.

## Beschreibung

### Habitus
Die Dunkle Elefantenspitzmaus ist ein kleiner Vertreter der Elefantenspitzmäuse. Sie ähnelt stark der Kurznasen-Elefantenspitzmaus (Elephantulus brachyrhynchus), ihre Kopf-Rumpf-Länge variiert von 10,5 bis 12,5 cm, ihre Schwanzlänge von 8,6 bis 11,6 cm. Der Schwanz ist dadurch etwas kürzer als der übrige Körper (90 %). Das Gewicht liegt bei etwa 45 bis 46 g. Äußerlich gleicht die Dunkle Elefantenspitzmaus mit ihrem großen Kopf und der rüsselartig verlängerten Nase sowie den kurzen Vorder- und langen Hinterbeinen den anderen Arten der Elefantenspitzmäuse. Das Rückenfell ist weich und dunkelbraun gefärbt. Der Bauch zeigt dagegen eine dunkelgraue Tönung. Eine ähnlich Farbgebung wie der Rumpf weist auch der oberseits dunkel, unterseits hellere Schwanz auf. Über dessen Mittellinie zieht manchmal ein schwarzer Streifen wolligerer Haare. Am Schwanzende ist kein Haarbüschel aus verlängerten Haaren ausgebildet, wie er bei einigen südafrikanischen Arten auftritt. Die Ohren sind mit 20 mm Länge relativ groß und haben abgerundete die Spitzen. Der Supratragus ist leicht angeschwollen und nach hinten gedreht, das Merkmal ist deutlicher ausgebildet als bei der Kurznasen-Elefantenspitzmaus, aber weniger stark als bei der Dunkelfuß-Elefantenspitzmaus (Elephantulus fuscipes), es gilt als Unterscheidungskriterium der drei Arten. Die Augen sind groß und von einem weißlichen Augenring umgeben. Arme und Beine enden in jeweils fünf Strahlen mit Krallen. Hände und Füße sind wie die unteren Gliedmaßenabschnitte dunkelbraun gefärbt. Der Hinterfuß erreicht eine Länge von 28 bis 30 mm, er übertrifft den Vorderfuß um das Dreifache an Länge.

### Schädel- und Gebissmerkmale

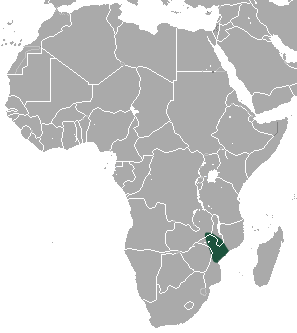
Verbreitungsgebiet (grün) der Dunklen Elefantenspitzmaus

Die Länge des Schädels beträgt 32,7 bis 35,5 mm, die Breite an den Jochbögen 17,2 bis 18,4 mm. Das Foramen infraorbitale zeigt in der Vorderansicht einen triangulären Umriss, in der Seitenansicht dagegen einen ovalen. Das Gebiss setzt sich aus 42 Zähnen zusammen, die Zahnformel lautet: {\displaystyle {\frac {3.1.4.2}{3.1.4.3}}}. Bemerkenswert ist das Auftreten eines dritten unteren, allerdings kleinen Molaren, was zusätzlich außer bei der Kurznasen- und der Dunkelfuß-Elefantenspitzmaus innerhalb der Gattung sonst nicht vorkommt. In der oberen Zahnreihe wird der innere Schneidezahn (I1) deutlich größer als die beiden äußeren (I2 und I3), der Eckzahn ähnelt den hinteren Backenzähnen (molariform). Die Länge der oberen Zahnreihe schwankt von 16,3 bis 17,9 mm.

## Verbreitung
Die Dunkle Elefantenspitzmaus kommt endemisch in Ostafrika vor, ihr Verbreitungsgebiet ist aber auf das nördliche Mosambik im Tal des Sambesi, das südliche Malawi und das südöstliche Simbabwe beschränkt. Dadurch kommt die Art hauptsächlich in der Sambesi-Waldlandzone vor. Das bevorzugte Habitat besteht aus Grasländern mit Busch- und Baumbestand, der überwiegend auf sandigen Böden wächst. Zur Populationsdichte und -größe liegen keine Informationen vor. In der Nähe der mosambikanischen Stadt Tete kommen die Dunkle und die Kurznasen-Elefantenspitzmaus gemeinsam vor.

## Lebensweise
Über die Lebensweise der Dunklen Elefantenspitzmaus ist kaum etwas bekannt. Es wird davon ausgegangen, dass sie etwa der Kurznasen-Elefantenspitzmaus entspricht und eine auf Insekten basierende Ernährungsweise beinhaltet.

## Systematik
Die Dunkle Elefantenspitzmaus ist eine eigenständige Art aus der Gattung der Elefantenspitzmäuse (Elephantulus), die weitere sieben Arten enthält. Die Elefantenspitzmäuse bewohnen weite Teile des südlichen und östlichen Afrikas und bilden einen Teil der Ordnung der Rüsselspringer (Macroscelidea). Bei den Rüsselspringern handelt es sich um eher kleine Tiere, die endemisch in Afrika vorkommen. Die Familie besteht heute aus zwei Familien. Eine davon bilden die Rhynchocyonidae, in der nur die Rüsselhündchen (Rhynchocyon) stehen und somit monotypisch ist. Diese sind überwiegend an dicht bewaldete Habitate angepasst und repräsentieren die größten Vertreter der Rüsselspringer. Die zweite Familie wird durch die Macroscelididae gestellt, der neben den Elefantenspitzmäusen auch die Rüsselratte (Petrodromus), die Nordafrikanische Elefantenspitzmaus (Petrosaltator) sowie die Arten der Gattungen Galegeeska und Macroscelides zuzurechnen sind. Die Vertreter dieser Gruppe haben ihren Lebensraum in zumeist trockeneren und offeneren Landschaften und kommen dadurch sowohl in Savannen als auch in wüstenartigen Regionen vor. Molekulargenetische Analysen sprechen dafür, dass sich die Trennung der beiden Familien bereits im Unteren Oligozän vor etwa 32,8 Millionen Jahren vollzog. Eine stärkere Diversifizierung der Macroscelididae begann im Oberen Oligozän vor rund 28,5 Millionen Jahren.

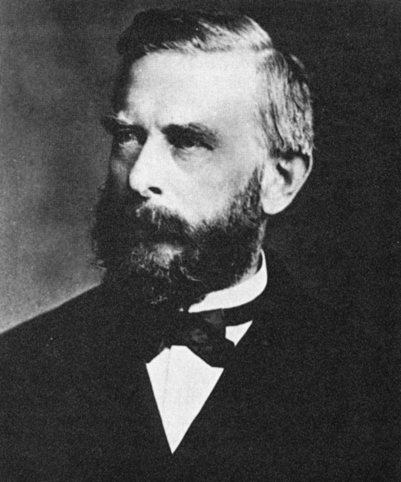
Wilhelm Peters

Im Ergebnis einer molekulargenetischen Untersuchung aus dem Jahr 2011 stellten sich die Elefantenspitzmäuse als eine paraphyletische Gruppe heraus, da Petrosaltator, Petrodromus und Macroscelides tief in die Gattung Elephantulus eingebettet sind. Daneben befürworten die Analysen aber eine enge Verwandtschaftsgruppe einiger überwiegend süd- und ostafrikanisch verbreiteter Arten. Die Stellung der Dunklen Elefantenspitzmaus innerhalb der Gattung konnte hierbei jedoch nur unsicher bestimmt werden, sie bildete aber zusammen mit der Dunkelfuß-Elefantenspitzmaus (Elephantulus fuscipes) eine allopatrische Gruppe. Eine ursprünglich angedachte nahe Verwandtschaft beider Arten mit der Kurznasen-Elefantenspitzmaus (Elephantulus brachyrhynchus), die sich aufgrund der Ausprägung des dritten Unterkiefermolaren begründete, ergaben die genetischen Untersuchungen vorerst nicht. Zeitweise wurden die Dunkle und die Dunkelfuß-Elefantenspitzmaus aufgrund dieses Merkmals als artgleich mit der Kurznasen-Elefantenspitzmaus angesehen. Auch diente es im Jahr 1906 dazu, die Gattung Nasilio von Elephantulus abzusetzen (beide Gattungen unterschieden sich von Macroscelides durch ihre weniger geschwollenen Paukenblasen), die Typusart von Nasilio bildete dabei die Kurznasen-Elefantenspitzmaus. Eine Revision der Rüsselspringer im Jahr 1968 führte zur Vereinigung von Nasilio mit Elephantulus, außerdem wurde die Dunkelfuß-Elefantenspitzmaus als eigenständig anerkannt. Die Dunkle Elefantenspitzmaus erhielt erst sechs Jahre später ihren Artstatus zurück, da sie Beobachtungen zufolge bei Tete in Mosambik sympatrisch mit der Kurznasen-Elefantenspitzmaus vorkommt. In einer weiteren genetischen Analyse aus dem Jahr 2021 konnte schließlich die Kurznasen-Elefantenspitzmaus als nächster Verwandter der Dunklen Elefantenspitzmaus identifiziert werden. Unterarten sind nicht bekannt.
Mögliche Fossilnachweise der Dunklen Elefantenspitzmaus reichen bis in das Pliozän zurück. Die ältesten Funde stammen aus Makapansgat in Südafrika und sind zwischen 3 und 2,5 Millionen Jahre alt. In regionaler Nähe zu Makapansgat liegen die bedeutenden Fundstellen Sterkfontein und Swartkrans. Dort kommt die Art in Schichten vor, die auf ein Alter von 2 bis 1 Million Jahre datiert wurden (Sterkfontein Member 5 East und Swartkrans Member 2 und 3). Allerdings ist die Dunkle Elefantenspitzmaus wesentlich seltener durch Funde belegt als die dort gleichzeitig auftretende Trockenland-Elefantenspitzmaus (Elephantulus intufi). Ein weiterer bedeutender Fundplatz mit Überresten der Dunklen Elefantenspitzmaus ist die in Tansania gelegene Olduvai-Schlucht, deren Funde ein Alter von 1,87 bis 0,6 Millionen Jahren haben. Alle Fossilreste werden der ausgestorbenen Unterart Elephantulus fuscus leakeyi zugewiesen. Bemerkenswert ist, dass beide Fundregionen (Südafrika und Tansania) weit außerhalb des heutigen Verbreitungsgebietes der Dunklen Elefantenspitzmaus liegen. So liegt die Olduvai-Schlucht rund 1200 km weiter nördlich, Makapansgat dagegen rund 500 km weiter südwestlich. Die genaue Zuweisung zur Dunklen Elefantenspitzmaus ist jedoch nicht gesichert, da die Reste auch eventuell die Kurznasen-Elefantenspitzmaus oder einen heute ausgestorbenen Vertreter von Elephantulus repräsentieren könnten. Aufgrund dessen wurde eine wissenschaftliche Neubearbeitung des Fundmaterials angeraten, einerseits um das ehemalige Verbreitungsgebiet genauer einzugrenzen, andererseits aber auch um morphologische Ähnlichkeiten mit der Kurznasen-Elefantenspitzmaus zu klären und eine mögliche Verwechslung auszuschließen oder zu bestätigen. Die Kurznasen-Elefantenspitzmaus ist heute sowohl in Tansania als auch in Südafrika verbreitet.
Die wissenschaftliche Erstbeschreibung der Dunklen Elefantenspitzmaus erbrachte Wilhelm Peters im Jahr 1852 unter der Bezeichnung Macroscelides fuscus. Peters hatte zwischen 1842 und 1848 große Teile des südlichen Afrikas bereist und dabei bei Boror, rund 20 km nordwestlich von Quelimane im nördlichen Mosambik die Art beobachtet, die Region gilt als Typusgebiet. Er merkte auch an, dass diese wesentlich seltener sei als andere damals bekannte Vertreter der Elefantenspitzmäuse. Sein für die Benennung der Art untersuchtes Exemplar wies eine Körperlänge von 11,2 cm und eine Schwanzlänge von 9,8 cm auf. Bereits 1851 hatte Peters M. fuscus unter diesen Namen in einen kurzen Bericht vorgestellt, die sehr ausführliche Beschreibung erfolgte im Jahr darauf in seinem Reisebericht Naturwissenschaftliche Reise nach Mossambique.

## Bedrohung und Schutz
Über die Dunkle Elefantenspitzmaus gibt es nur wenige Informationen. Es ist derzeit nicht bekannt, ob für den Bestand eine Bedrohung besteht und wenn, wie groß das mögliche Gefährdungspotential einzuschätzen wäre. Deshalb und aufgrund des sehr begrenzten Verbreitungsgebietes stuft die IUCN die Art in die Kategorie „ungenügende Datengrundlage“ (data deficient) ein. Die Dunkle Elefantenspitzmaus ist in einigen Naturschutzgebieten vertreten.